# Upper Clyde Shipbuilders
Upper Clyde Shipbuilders war ein aus mehreren der größten Werften am Fluss Clyde in Schottland gebildetes britisches Schiffbauunternehmen.

## Geschichte

### Beteiligte Werften
Das Unternehmen entstand 1968, aufgrund der Empfehlungen des Geddes Report, durch den Zusammenschluss folgender Werften:
- Fairfield Shipbuilders in Govan
- Alexander Stephen and Sons in Linthouse
- John Brown & Company in Clydebank
- Charles Connell & Company in Scotstoun
- Yarrow Shipbuilders Ltd in Scotstoun

### Insolvenz
Während des Baus einer Serie von Schiffen der Cardiff-Klasse wurde das Unternehmen 1971 zahlungsunfähig. Die zur Weiterführung des Unternehmens nötigen Kredite von etwa sechs Millionen Pfund wurden von der Tory-Regierung unter Edward Heath verweigert, was in der Folge zu einer besonderen Art des Streiks führte.

### Gewerkschaftsstrategie
Anders, als von allen erwartet, einigten sich die Spitzen der beteiligten Gewerkschaften, statt in Form eines Streiks mit einer in der Sprache der Zeit "Work-in" genannten Protestaktion zu reagieren und die im Bau befindlichen Schiffe zu vollenden. Auf diese Weise hofften die Arbeiter zum einen, den Überlebenswillen der Werften zu illustrieren und den damals, vor dem Hintergrund dauernder Streiks auf den Werften, häufig gemachten Vorwurf, die Werftarbeiter seien arbeitsscheu, zu entkräften.
Der „Protest durch Weiterarbeiten“ wurde auf diese Weise von den beiden Vertrauensleuten, Jimmy Reid und Jimmy Airlie, welche beide der Communist Party of Great Britain angehörten, organisiert. Dank der strikten Organisation aller vor Ort eingesetzten Vertrauensleute durch Reid und Airlie gelang der Protest ausgesprochen gut. Reid setzte, um einen möglichst guten Eindruck der Werftarbeiter sicherzustellen, auf strikte Einhaltung der Disziplin. Er instruierte die Arbeiter dahingehend, dass es „kein Rowdytum, keinen Vandalismus und keine Trinkgelage“ (no hooliganism, no vandalism and no bevvying) während des Protestes geben sollte.

### Verlauf und Auswirkungen
Reids Taktik ging auf und die öffentliche Wahrnehmung im Gebiet um Glasgow und darüber hinaus war auf der Seite der teilnehmenden Werftarbeiter. Die Kampagne wurde durch Demonstrationen in Glasgow, bei denen bis zu 80.000 Menschen teilnahmen, unterstützt. Auf einer solchen Demonstration hielt Tony Benn eine Rede vor den Teilnehmern, der Folksänger Matt McGinn und der Komiker Billy Connolly, beide frühere Werftarbeiter, sorgten für den Unterhaltungsteil der Veranstaltung.
Im Februar 1972 lenkte die Heath-Regierung schließlich ein und ließ zwei der Werften, Yarrow Shipbuilders und Fairfield Shipbuilders, wieder in Betrieb gehen. Die insolvente Werft John Brown & Company wurde verkauft und diente bis 2001 zum Bau von Ölbohrplattformen. Im weiteren Verlauf blieben zwei große Werften am Upper Clyde in Betrieb, Yarrows und Govan Shipbuilders.
Manche Beobachter bemerkten, dass ausgerechnet das erfolgreiche "Work-in" die Laissez-faire-Haltung der Werftarbeiterschaft jener Zeit beendete, und so die Entwicklung einer Wettbewerbshaltung einführte, die später unter der Regierung Margaret Thatchers weiter fortschreiten sollte. Am 1. Juli 1977 wurden Yarrows und Govan in die staatliche British Shipbuilders Corporation eingegliedert. Im Jahr 1985 erfolgte der Verkauf an die GEC-Marconi und die Reprivatisierung unter dem Namen Marconi Marine (YSL). Als Marconi Electronic Systems 1999 an British Aerospace verkauft wurde, entstand BAE Systems. Aus Marconi Marine (YSL) wurde BAE Systems Marine (YSL). Ab dem Jahr 2008 werden die beiden traditionsreichen Werften Yarrows und Govan als Teil der BVT Surface Fleet, einem Joint Venture von BAE Systems und der VT Group, ehemals Vosper Thornycroft betrieben und beschäftigen sich mit der Entwicklung und dem Bau von Marineschiffen.

## Trivia
Die Kampagne stand finanziell auf gesunden Füßen und von einer Versammlung ist in diesem Zusammenhang überliefert, dass Jimmy Reid den Erhalt einer 5.000-Pfund-Spende „von Lennon“ verkünden konnte, woraufhin einer der Teilnehmer zurückgab „aber Lenin ist tot“ (but Lenin’s deid!).